# Žiga Hirschler

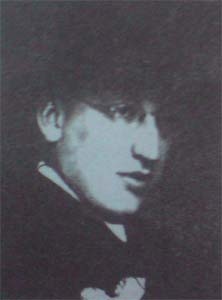
Žiga Hirschler

Žiga Hirschler (Nachname auch slawisiert Hiršler; Pseudonym: Hirski; * 21. März 1894 in Velika Trnovitica nahe Bjelovar, Österreich-Ungarn, heute Kroatien; † 1941 im KZ Jasenovac, Unabhängiger Staat Kroatien) war ein jugoslawischer Komponist und Musikkritiker.

## Leben
Hirschler schloss 1917 sein Studium bei Vjekoslav Rosenberg-Ružić an der Musikakademie Zagreb ab. Danach war er als Musikkritiker für verschiedene Tageszeitungen (u. a. Jutarnji List, Večer, Hrvatski list) tätig. Später war er auch Chefredakteur der Zeitschrift Muzičar (Der Musiker). Er komponierte Orchesterwerke, Kammer- und Klaviermusik und Lieder sowie seit Mitte der 1920er Jahre fünf erfolgreiche Operetten und drei Opern, darunter das Opern-Diptychon Dvije renesansne noći (Zwei Renaissance-Nächte), von dem nur der erste Teil, Fiorentinska noć, aufgeführt wurde.
Zur Zeit der Gründung des faschistischen Unabhängigen Staates Kroatien 1941 arbeitete Hirschler in der Propagandaabteilung der Kroatischen Autorenvereinigung in Zagreb, jedoch verlor er diese Beschäftigung aufgrund seiner jüdischen Wurzeln. Er schrieb seine letzten Briefe im September 1941, wurde verhaftet und in das Konzentrationslager Jasenovac verbracht. Zahlreiche bekannte Musiker Zagrebs und andere Persönlichkeiten versuchten seine Entlassung aus dem Lager zu erwirken, jedoch blieben ihre Bemühungen erfolglos. Hirschler verstarb in dem Lager, wahrscheinlich im November 1941.

## Operetten
- Pobjednica oceana, 1928
- Svadbena noć, 1931
- Kaj nam pak moreju, 1935
- Napred naši, 1936
- Iz Zagreba u Zagreb, 1937

## Opern
- Mara
- Dvije renesansne noći
  - Fiorentinska noć, 1926
  - Bolonjska noć